# Мянтилуото
Мянтилуото (швед. Tallholmen) — район у місті Порі, Фінляндія. Це здебільшого промислова та гавані зона, включаючи гавань Мянтилуото, яка є частиною порту Порі. Мянтилуото є кінцевою станцією залізниці Тампере–Порі.
Верф Мянтилуото є одним із провідних світових виробників лонжеронних платформ.

## Зображення

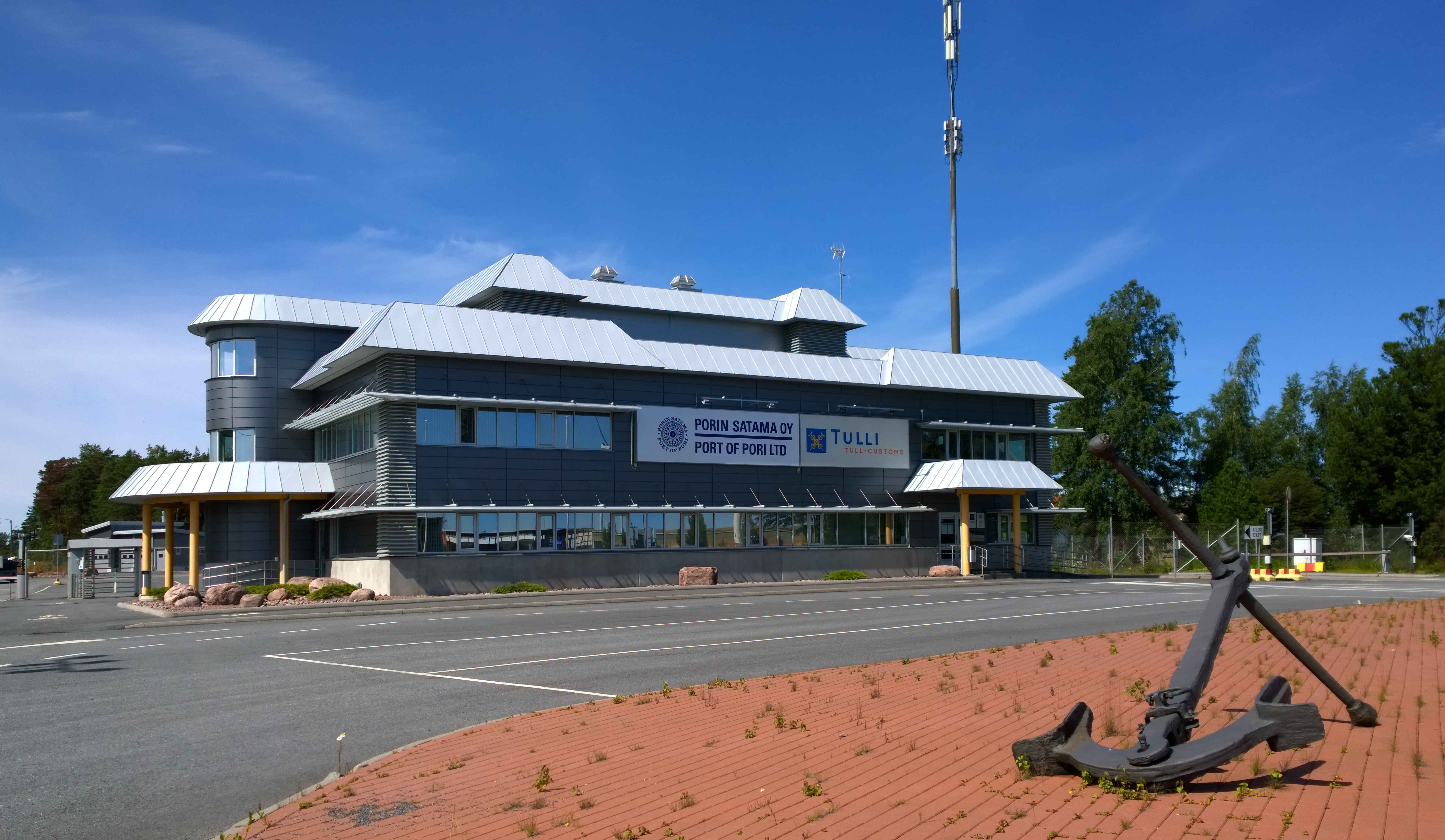
Офіс гавані Мянтилуото та будівля митниці.
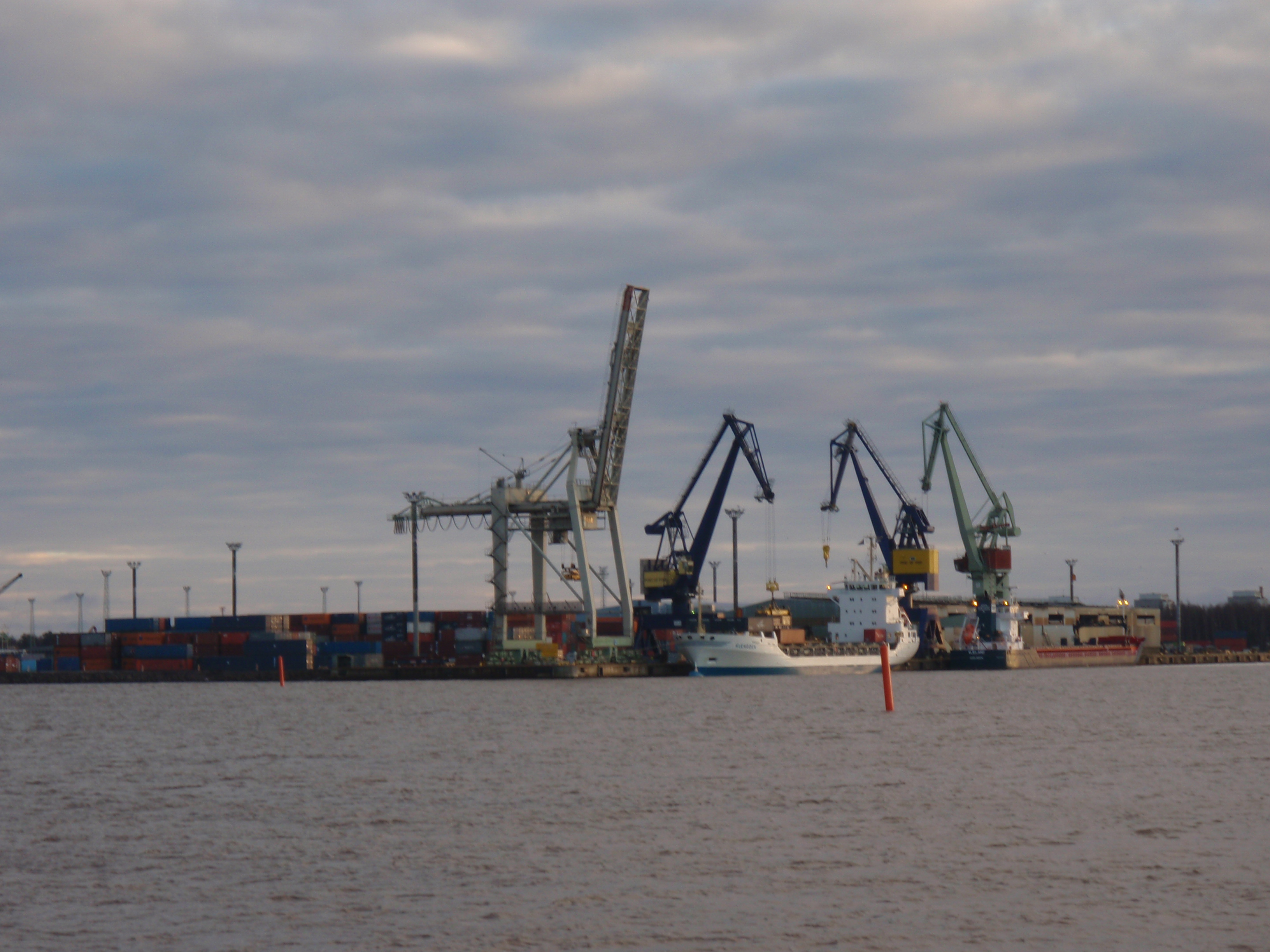
Вид на гавань з Репосаарі.